# Kecamatan Bintan Utara
Kecamatan Bintan Utara är ett distrikt i Indonesien.   Det ligger i provinsen Kepulauan Riau, i den västra delen av landet, 900 km norr om huvudstaden Jakarta.